# Myodes gapperi
Myodes gapperi es una especie de roedor de la familia Cricetidae.

## Distribución geográfica yhábitat
Se encuentra en Canadá y el norte de los Estados Unidos y vive principalmente en los bosques de coníferas, árboles caducifolios y bosques mixtos, normalmente cerca de humedales.

## Alimentación
Son omnivoros alimentándose de plantas verdes, hongos subterráneos, semillas, frutos secos, raíces, además de insectos, caracoles y bayas.